# Guerra Fantástica
A Guerra Fantástica, Guerra do Mirandum ou Guerra do Pacto de Família, foi a participação de Portugal na Guerra dos Sete Anos (1756–1763), fruto de um terceiro Pacto de Família Bourbon. O conflito desenrolou-se no período de 9 de maio a 24 de novembro de 1762, iniciando-se quando um exército franco-espanhol, com um efectivo de cerca de 42 000 homens sob o comando do general Nicolás de Carvajal y Lancaster, o marquês de Sarriá, invadiu Portugal pela fronteira de Trás-os-Montes, conquistando Miranda, Bragança e Chaves, sendo derrotado pelas guerrilhas — sobretudo quando tentaram cruzar o Douro para ocupar a cidade do Porto e atravessar as montanhas de Montalegre, com o mesmo fim — e forçado a retirar para Espanha. Os espanhóis abandonaram todas as praças anteriormente ocupadas, com excepção de Chaves, e o comandante espanhol foi substituído pelo conde de Aranda.
Perante esta derrota, seguiu-se uma segunda invasão pelas Beiras, conquistando Almeida, Castelo Bom e Castelo Branco, entre outras praças.
Em resposta, formou-se um exército anglo-português, com cerca 14 000 a 15 000 homens, sob o comando do Conde de Lippe, que se posicionou para defender Lisboa nas colinas a nordeste de Abrantes, onde foram construídas várias obras de defesa. O exército aliado e camponeses da Beira Baixa puseram em prática uma muito eficaz tática de Terra Queimada e foram levadas a cabo ações de guerrilha na retaguarda dos invasores, que viram a sua linha de comunicações com Espanha praticamente cortada. Enquanto os anglo-portugueses, protegidos e entricheirados nas colinas a Norte da "Península de Lisboa" (definida a Oeste pelo Oceano Atlântico e a Sul e Este pela formidável barreira do Rio Tejo), podiam ser abastecidos por mar, os Franco-Espanhóis viam as suas fileiras serem dizimadas pela fome, deserção e guerrilhas. Assim, o exército invasor viu-se forçado a escolher entre ficar em frente a Abrantes e morrer de fome ou retirar. O conde de Lippe, apercebendo-se da situação desesperada do inimigo, completou-a com um movimento audacioso que decidiu a guerra: enviou uma força de soldados portugueses comandada por George Townshend deslocar-se num movimento de cerco em direção à retaguarda do diminuto e desmoralizado exército Espanhol. Este retirou logo para mais perto da fronteira (Castelo Branco).
Mas um segundo movimento de cerco levado a cabo pela mesma força de Townshend, que pretendia aprisionar o exército espanhol em Castelo Branco, levou à retirada definitiva do exército Franco-Espanhol para Espanha (mais uma vez, um movimento militar, — e não uma batalha formal — decidia a guerra).
Os invasores foram assim derrotados e perseguidos até Espanha, sofrendo perdas terríveis (cerca de 25 000 homens) provocadas quer pelas tropas regulares quer pelos camponeses, fome, deserção e doenças. O Quartel-General Franco-Espanhol em Castelo Branco (cheio de feridos e doentes abandonados durante a fuga do exército espanhol) foi conquistado, bem como todas as praças anteriormente ocupadas pelos borbónicos, com as únicas excepções de Chaves e Almeida.

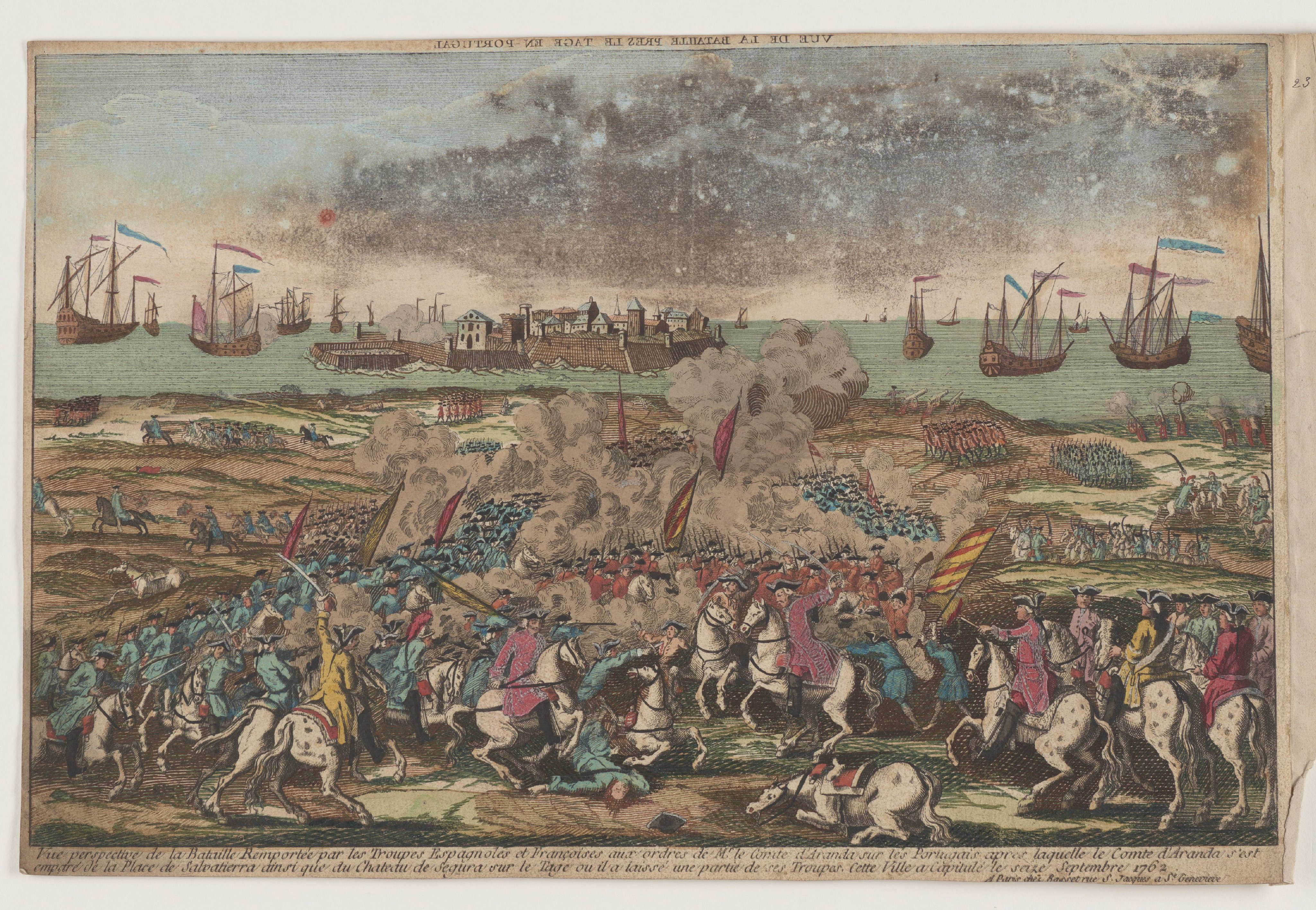
Batalha de Salvaterra de Magos vencida pelas tropas espanholas e francesas, lideradas pelo Conde de Aranda, contra os portugueses em setembro de 1762.

Em novembro daquele ano de 1762 foi assinado um acordo de cessar-fogo depois de pequenas batalhas travadas no Douro, Montalegre, Valência de Alcântara e Vila Velha do Ródão e do fracasso de forças espanholas diante de Marvão e Ouguela.
O episódio ficou conhecido por Guerra Fantástica porque, apesar da humilhante derrota infligida aos invasores, os recontros mais importantes não foram batalhas convencionais mas acções de guerrilha conduzidas pelas milícias locais, tendo o resultado da guerra ficado decidido por uma série de sucessivas e brilhantes movimentações de tropas sob o comando do conde de Lippe, um dos melhores soldados da sua era. A vitória de Lippe foi um exemplo clássico da vitória da estratégia sobre os números, assim como da vitória da guerrilha e movimentos militares sobre a guerra convencional. O plano e estratégia de Lippe seriam novamente postos em ação, de uma forma mais sistematizada, por Wellington durante a terceira invasão francesa em 1810–11.

## Contexto
Tanto Portugal como a Espanha haviam se mantido neutrais na Guerra dos Sete Anos, que havia sido declarada oficialmente em 1756. Sob o reinado de Fernando VI de Espanha aquele país mantinha boas relações com os britânicos, e desse modo não se juntou ao seu tradicional aliado, a França, contra os ingleses no conflito. Esse cenário mudou com a sucessão de um novo monarca, Carlos III de Espanha cujo governo pendeu para uma política mais pró-francesa e, em fins de 1761 os dois estados entraram em conflito.
O plano espanhol original era o de tomar a praça-forte de Almeida e, em seguida, avançar pelo Alentejo sobre Lisboa. Entretanto, com a nomeação do marquês de Sarriá como comandante-em-chefe, este decidiu começar por um ataque pela região norte, tendo o Porto como objetivo. Este seria um duro golpe para os britânicos, que tinham grandes interesses comerciais naquela cidade, e também seria agradável para Isabel Farnésio, a Rainha Mãe, que ainda tinha muito poder por trás do trono espanhol e que desejava poupar a posição de sua filha Mariana Victoria, rainha consorte de Portugal. Em qualquer caso, não havia nenhuma vantagem em hostilizar Portugal indevidamente e, caso o país não fosse atacado em sua capital a reação não seria tão forte.

## Cronologia
| Cronologia da Guerra Fantástica | Cronologia da Guerra Fantástica |
| Data                            | Evento |
| ------------------------------- | --- |
| 16 de Março de 1762             | Os embaixadores de França e Espanha entregam ao Governo português uma "pró-memória" exigindo que Portugal aderisse ao Pacto de Família dos Bourbons, assinado em 1761, e excluísse dos seus portos os navios dos britânicos e seus aliados em troca de protecção dos seus domínios ultramarinos.             |
| 20 de Março de 1762             | O Governo português, pela voz de D. Luís da Cunha Manuel, então Secretário de Estado dos Negócios Estrangeiros e da Guerra, recusa a oferta de cooperação dos dois países na defesa dos domínios ultramarinos portugueses, efectivamente rejeitando a adesão ao Pacto de Família.                            |
| 1 de Abril de 1762              | Em novo "pró-memória" os embaixadores de França e Espanha exigem ao Governo português a participação de Portugal na guerra contra a Grã-Bretanha, informando que as tropas espanholas invadirão o território português caso Portugal não impeça a utilização dos portos portugueses pelos navios britânicos. |
| 5 de Abril de 1762              | O Governo português recusa colaborar com a França e a Espanha na guerra contra a Grã-Bretanha. |
| 16 de Abril de 1762             | Tendo em conta que desde 1754 o Exército Português estava reduzido a metade dos seus efectivos regulamentares, o marquês de Pombal manda aumentar os efectivos dos regimentos de infantaria, cavalaria e artilharia.                                                                                         |
| 23 de Abril de 1762             | Os embaixadores de França e Espanha entregam ao Governo português um terceiro e último "pró-memória", em estilo de ultimato, exigindo o fecho dos portos aos britânicos e seus aliados. |
| 25 de Abril de 1762             | Portugal responde negativamente ao ultimato, na prática tornando inevitável a guerra. |
| 27 de Abril de 1762             | Os embaixadores de França e Espanha abandonam Lisboa. |
| 30 de Abril de 1762             | O comandante das forças espanholas concentradas em redor de Zamora, o general Nicolás de Carvajal y Lancaster, marquês de Sarriá, divulga uma proclamação aos portugueses, afirmando que a invasão de Portugal tinha por objectivo o benefício dos portugueses.                                              |
| 5 de Maio de 1762               | As forças espanholas entram em Portugal pela fronteira de Trás-os-Montes e dirigem-se para Miranda do Douro, que é cercada. |
| 6 de Maio de 1762               | Desembarcam em Lisboa forças auxiliares britânicas, sob o comando do general George Townshend, depois visconde e marquês Townshend. |
| 8 de Maio de 1762               | A explosão de um paiol durante um bombardeamento provoca 400 mortos em Miranda do Douro, levando à rendição da praça, que nesse dia é ocupada pelo exército espanhol. |
| 16 de Maio de 1762              | A cidade de Bragança rende-se e é ocupada pelo exército espanhol. |
| 18 de Maio de 1762              | Perante a consumação da invasão, Portugal declara a guerra à França e à Espanha. |
| 21 de Maio de 1762              | A cidade de Chaves é ocupada pelo exército espanhol. |
| 15 de Junho de 1762             | Espanha declara guerra a Portugal e é suspensa a publicação da Gazeta de Lisboa. |
| 3 de Julho de 1762              | Por indicação britânica, chega a Lisboa Guilherme de Schaumburgo-Lippe, o conde de Lippe, com o objectivo de comandar o exército luso-britânico. |
| 10 de Julho de 1762             | Guilherme de Schaumburgo-Lippe, o conde de Lippe, é nomeado marechal-general do exército luso-britânico. |
| 20 de Julho de 1762             | Aumentando a internacionalização do conflito, a França declara guerra a Portugal. |
| 25 de Agosto de 1762            | Abre-se uma nova frente com a entrada de forças espanholas pela fronteira das Beiras, que tomam a praça de Almeida, na Beira Alta, que é ocupada pelo exército espanhol comandado pelo marquês de Sarriá. |
| 5 de Outubro de 1762            | Tropas espanholas comandadas por D. Pedro de Cevallos, comandante das forças espanholas em Buenos Aires, invadem a Colónia do Sacramento, povoação portuguesa na margem esquerda do estuário do rio da Prata.                                                                                                |
| 29 de Outubro de 1762           | A Colónia do Sacramento rende-se e é ocupada por forças espanholas. |
| 3 de Novembro de 1762           | É assinado em Fontainebleau um tratado de paz provisório entre os reinos de Portugal, Grã-Bretanha, França e Espanha. |
| 1 de Dezembro de 1762           | Assinado um armistício entre os exércitos luso-britânico e franco-espanhol comandados, respectivamente, pelo Conde de Lippe e pelo general Pedro Pablo Abarca de Bolea, Conde de Aranda. |
| 25 de Janeiro de 1763           | O rei D. José I de Portugal concede ao Conde de Lippe o direito ao uso do tratamento de Alteza em recompensa pelos serviços prestados durante a guerra. |
| 10 de Fevereiro de 1763         | Assinado em Paris um tratado de paz (Tratado de Paz de Paris), pelo qual a Espanha restituiu a Portugal as praças de Chaves e Almeida e a Colónia do Sacramento no estuário do Rio da Prata. |
| 25 de Fevereiro de 1763         | O tratado de paz é ratificado pelo rei D. José I de Portugal. |
| 25 de Março de 1763             | Proclamada em Lisboa a paz entre os Reinos de Portugal, Espanha e França. |